# UCI Continental Team 2014
Nel 2014 erano 172 le squadre ciclistiche classificate come UCI Continental Team.

## Squadre UCI Continental 2014

### Squadre dell'Africa
| Codice | Nome ufficiale                           | Paese   |
| ------ | ---------------------------------------- | ------- |
| GSP    | Groupement Sportif des Pétrolier Algérie | Algeria |
| OTA    | Olympique Team Algérie Tour Aglo37       | Algeria |
| VCS    | Velo Club Sovac                          | Algeria |
| MVA    | Ville d'Alger                            | Algeria |

### Squadre dell'America
| Codice | Nome ufficiale                              | Paese       |
| ------ | ------------------------------------------- | ----------- |
| BAP    | Buenos Aires Provincia                      | Argentina   |
| SLS    | San Luis Somos Todos                        | Argentina   |
| DAT    | Clube Dataro de Ciclismo-Bottecchia         | Brasile     |
| FUN    | Funvic Brasilinvest-São José dos Campos     | Brasile     |
| IRC    | Ironage-Colner                              | Brasile     |
| MEM    | Memorial-Prefeitura de Santos               | Brasile     |
| GQC    | Garneau-Québecor                            | Canada      |
| SPC    | Silber Pro Cycling Team                     | Canada      |
| CO4    | 4-72-Colombia                               | Colombia    |
| ECU    | Team Ecuador                                | Ecuador     |
| STF    | Start-Trigon Cycling Team                   | Paraguay    |
| IPC    | Incycle-Predator Components Cycling Team    | Porto Rico  |
| 5HR    | 5-Hour Energy                               | Stati Uniti |
| ACT    | Astellas Cycling Team                       | Stati Uniti |
| BDT    | Bissell Development Team                    | Stati Uniti |
| CSN    | Champion System-Stan's Notubes              | Stati Uniti |
| HSD    | Hincapie Sportswear Development Team        | Stati Uniti |
| JSH    | Jamis-Hagens Berman                         | Stati Uniti |
| JBC    | Jelly Belly presented by Maxxis             | Stati Uniti |
| OPM    | Optum presented by Kelly Benefit Strategies | Stati Uniti |
| SSC    | Team SmartStop                              | Stati Uniti |

### Squadre dell'Asia
| Codice | Nome ufficiale                          | Paese               |
| ------ | --------------------------------------- | ------------------- |
| CCN    | CCN Cycling Team                        | Brunei              |
| SLY    | China 361° Cycling Team                 | Cina                |
| YDL    | China Hainan Yindongli Cycling Team     | Cina                |
| HSN    | China Huasen Cycling Team               | Cina                |
| CWJ    | China Wuxi Jilun Cycling Team           | Cina                |
| GTC    | Gan Su Sports Lottery Cycling Team      | Cina                |
| MSS    | Giant-Champion System Pro Cycling       | Cina                |
| HEN    | Hengxiang Cycling Team                  | Cina                |
| HBR    | Holy Brother Cycling Team               | Cina                |
| MCT    | Malak Cycling Team                      | Cina                |
| NTC    | Ningxia Sports Lottery Cycling Team     | Cina                |
| TYD    | Qinghai Tianyoude Cycling Team          | Cina                |
| GIC    | Geumsan Insam Cello                     | Corea del Sud       |
| KCT    | Korail Cycling Team                     | Corea del Sud       |
| KSP    | KSPO                                    | Corea del Sud       |
| SCT    | Seoul Cycling Team                      | Corea del Sud       |
| SKD    | Skydive Dubai Pro Cycling Team          | Emirati Arabi Uniti |
| LBC    | LBC-MVP Sports Foundation Cycling Team  | Filippine           |
| T7E    | Team 7 Eleven-Road Bike Philippines     | Filippine           |
| AIS    | Aisan Racing Team                       | Giappone            |
| BGT    | Bridgestone Anchor Cycling Team         | Giappone            |
| CPR    | C Project                               | Giappone            |
| CRV    | Ciervo Nara-Merida Cycling Team         | Giappone            |
| MTR    | Matrix Powertag                         | Giappone            |
| SMN    | Shimano Racing Team                     | Giappone            |
| UKO    | Team Ukyo                               | Giappone            |
| BLZ    | Utsunomiya Blitzen                      | Giappone            |
| VFN    | Vini Fantini-Nippo                      | Giappone            |
| HKS    | HKSI Pro Cycling Team                   | Hong Kong           |
| PCT    | Pegasus Continental Cycling Team        | Indonesia           |
| AYA    | Ayandeh Continental Team                | Iran                |
| PKY    | Pishgaman Yazd                          | Iran                |
| TPT    | Tabriz Petrochemical Team               | Iran                |
| TSR    | Tabriz Shahrdari Ranking                | Iran                |
| AS2    | Continental Team Astana                 | Kazakistan          |
| V4E    | Vino 4Ever                              | Kazakistan          |
| TSG    | Terengganu Cycling Team                 | Malaysia            |
| TSI    | OCBC Singapore Continental Cycling Team | Singapore           |
| RTS    | RTS-Santic Racing Team                  | Taipei cinese       |
| TGT    | Team Gusto                              | Taipei cinese       |

### Squadre dell'Europa
| Codice | Nome ufficiale                                 | Paese         |
| ------ | ---------------------------------------------- | ------------- |
| AMP    | Amplatz-BMC                                    | Austria       |
| GWO    | Gebrüder Weiss-Oberndorfer                     | Austria       |
| GMS    | Team Gourmetfein-Simplon Wels                  | Austria       |
| VBG    | Team Vorarlberg                                | Austria       |
| TIR    | Tirol Cycling Team                             | Austria       |
| WSA    | WSA-Greenlife                                  | Austria       |
| BCP    | Synergy Baku Cycling Project                   | Azerbaigian   |
| BKP    | BKCP-Powerplus                                 | Belgio        |
| CIB    | Cibel                                          | Belgio        |
| CCB    | Color Code-Biowanze                            | Belgio        |
| JTW    | Josan-To Win Cycling Team                      | Belgio        |
| KWS    | Kwadro-Stannah                                 | Belgio        |
| SUN    | Sunweb-Napoleon Games Cycling Team             | Belgio        |
| PCW    | T.Palm-Pôle Continental Wallon                 | Belgio        |
| MMM    | Team 3M                                        | Belgio        |
| TFC    | Telenet-Fidea                                  | Belgio        |
| VGS    | Vastgoedservice-Golden Palace Continental Team | Belgio        |
| VER    | Veranclassic-Doltcini                          | Belgio        |
| WIL    | Verandas Willems                               | Belgio        |
| WBC    | Wallonie-Bruxelles                             | Belgio        |
| SHE    | Sicot-Hemus 1896                               | Bulgaria      |
| MKT    | Meridiana-Kamen Team                           | Croazia       |
| CTO    | Christina Watches-Kuma                         | Danimarca     |
| CUL    | Cult Energy Vital Water                        | Danimarca     |
| VPC    | Riwal Cycling Team                             | Danimarca     |
| DKK    | Team Designa Køkken-Knudsgaard                 | Danimarca     |
| TBW    | Team Trefor-Blue Water                         | Danimarca     |
| BIG    | BigMat-Auber 93                                | Francia       |
| RLM    | Roubaix-Lille Métropole                        | Francia       |
| LPM    | La Pomme Marseille 13                          | Francia       |
| BAI    | Bike Aid-Ride for Help                         | Germania      |
| LKT    | LKT Team Brandenburg                           | Germania      |
| TBJ    | MLP Team Bergstrasse                           | Germania      |
| RNR    | rad-net ROSE Team                              | Germania      |
| THF    | Team Heizomat                                  | Germania      |
| TKG    | Team Kuota                                     | Germania      |
| STG    | Team Stölting                                  | Germania      |
| SGT    | Team Stuttgart                                 | Germania      |
| MGT    | Madison Genesis                                | Gran Bretagna |
| NPC    | NFTO                                           | Gran Bretagna |
| RCJ    | Rapha Condor-JLT                               | Gran Bretagna |
| RAL    | Team Raleigh                                   | Gran Bretagna |
| VGR    | Velosure-Giordana Racing Team                  | Gran Bretagna |
| TKT    | Kastro Team                                    | Grecia        |
| SPT    | SP Tableware                                   | Grecia        |
| SKT    | An Post-ChainReaction                          | Irlanda       |
| AZT    | Area Zero Pro Team                             | Italia        |
| MAE    | Marchiol-Emisfero                              | Italia        |
| MGK    | MG.KVis-Trevigiani                             | Italia        |
| CEF    | Nankang-Fondriest                              | Italia        |
| IDE    | Team Idea                                      | Italia        |
| VHS    | Vega-Hotsand                                   | Italia        |
| ALB    | Alpha Baltic-Unitymarathons.com                | Lettonia      |
| RBD    | Rietumu-Delfin                                 | Lettonia      |
| LDT    | Leopard Development Team                       | Lussemburgo   |
| CCD    | Team Differdange-Losch                         | Lussemburgo   |
| FRB    | Froy-Bianchi                                   | Norvegia      |
| FIX    | Team Fixit.no                                  | Norvegia      |
| TJO    | Team Joker                                     | Norvegia      |
| OHR    | Team Øster Hus-Ridley                          | Norvegia      |
| KRA    | Team Ringeriks-Kraft                           | Norvegia      |
| TSS    | Team Sparebanken Sør                           | Norvegia      |
| RIJ    | Cyclingteam De Rijke                           | Paesi Bassi   |
| CJP    | Cyclingteam Jo Piels                           | Paesi Bassi   |
| KOG    | Koga Cycling Team                              | Paesi Bassi   |
| MET    | Metec-TKH Continental Cyclingteam              | Paesi Bassi   |
| PVC    | Parkhotel Valkenburg Continental Cycling Team  | Paesi Bassi   |
| RDT    | Rabobank Development Team                      | Paesi Bassi   |
| AJT    | ActiveJet Team                                 | Polonia       |
| BDC    | BDC-Marcpol                                    | Polonia       |
| MEX    | Mexller                                        | Polonia       |
| WIB    | Wibatech-Fuji Zory                             | Polonia       |
| BBC    | Banco BIC-Carmim                               | Portogallo    |
| EFG    | Efapel-Glassdrive                              | Portogallo    |
| LAA    | LA Aluminios-Antarte                           | Portogallo    |
| LDD    | Louletano-Dunas Douradas                       | Portogallo    |
| OFM    | OFM-Quinta da Lixa                             | Portogallo    |
| BOA    | Radio Popular                                  | Portogallo    |
| ASP    | AC Sparta Praha                                | Rep. Ceca     |
| BAU    | Bauknecht-Author                               | Rep. Ceca     |
| ETI    | Etixx                                          | Rep. Ceca     |
| EXP    | Experiment 23                                  | Rep. Ceca     |
| SKC    | SKC Tufo Prostějov                             | Rep. Ceca     |
| ADP    | Team Dukla Praha                               | Rep. Ceca     |
| TCT    | Tusnad Cycling Team                            | Romania       |
| TIK    | Itera-Katusha                                  | Russia        |
| LOK    | Lokosphinx                                     | Russia        |
| HCL    | Russian Helicopters                            | Russia        |
| T21    | Team 21                                        | Russia        |
| KMP    | Keith Mobel-Partizan                           | Serbia        |
| CKB    | CK Banská Bystrica                             | Slovacchia    |
| DUK    | Dukla Trenčín Trek                             | Slovacchia    |
| JAN    | Epic-Janom-Greenway                            | Slovacchia    |
| ADR    | Adria Mobil                                    | Slovenia      |
| RAR    | Radenska                                       | Slovenia      |
| BUR    | Burgos-BH                                      | Spagna        |
| EUK    | Euskadi                                        | Spagna        |
| GID    | Development Team Giant-Shimano                 | Svezia        |
| FFU    | Firefighters Upsala CK                         | Svezia        |
| TRK    | Torku Şekerspor                                | Turchia       |
| AMO    | Amore & Vita-Selle SMP                         | Ucraina       |
| ISD    | ISD Continental Team                           | Ucraina       |
| KLS    | Kolss Cycling Team                             | Ucraina       |
| UNA    | Utensilnord                                    | Ungheria      |

### Squadre dell'Oceania
| Codice | Nome ufficiale                        | Paese     |
| ------ | ------------------------------------- | --------- |
| AWS    | African Wildlife Safaris Cycling Team | Australia |
| APC    | Avanti Cycling Team                   | Australia |
| BFL    | Team Budget Forklifts                 | Australia |